# آندیماکی مانامبولو
آندیماکی مانامبولو (به لاتین: Andimaky Manambolo) یک منطقهٔ مسکونی در ماداگاسکار است که در بلنی تسیریبینا (ناحیه) واقع شده‌است. آندیماکی مانامبولو ۵٬۰۰۰ نفر جمعیت دارد و ۹۱ متر بالاتر از سطح دریا واقع شده‌است.